# Frontera entre Bangladés e India

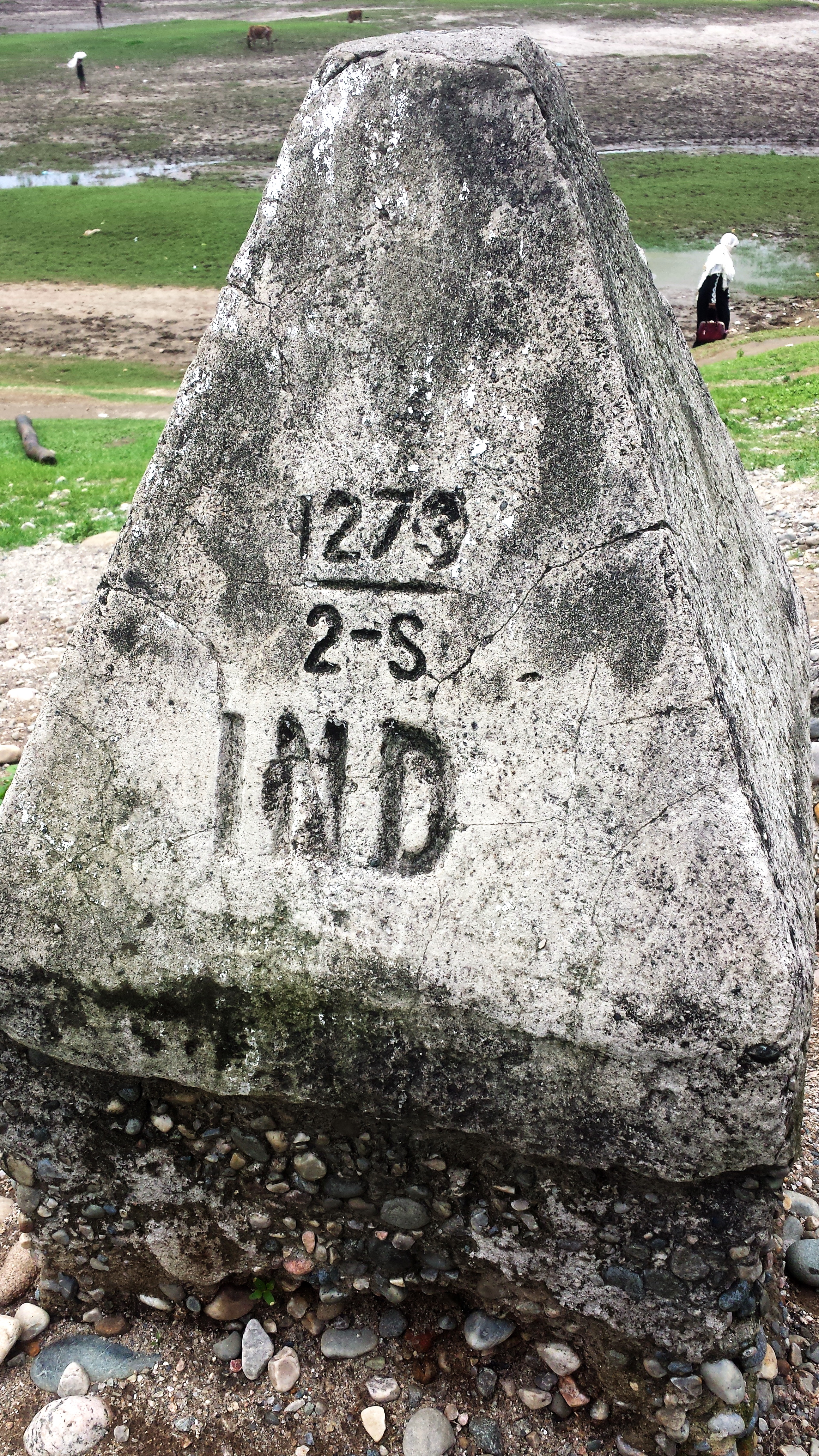
Hito Fronterizo visto en al frontera entre India y Bangladés, visto desde India

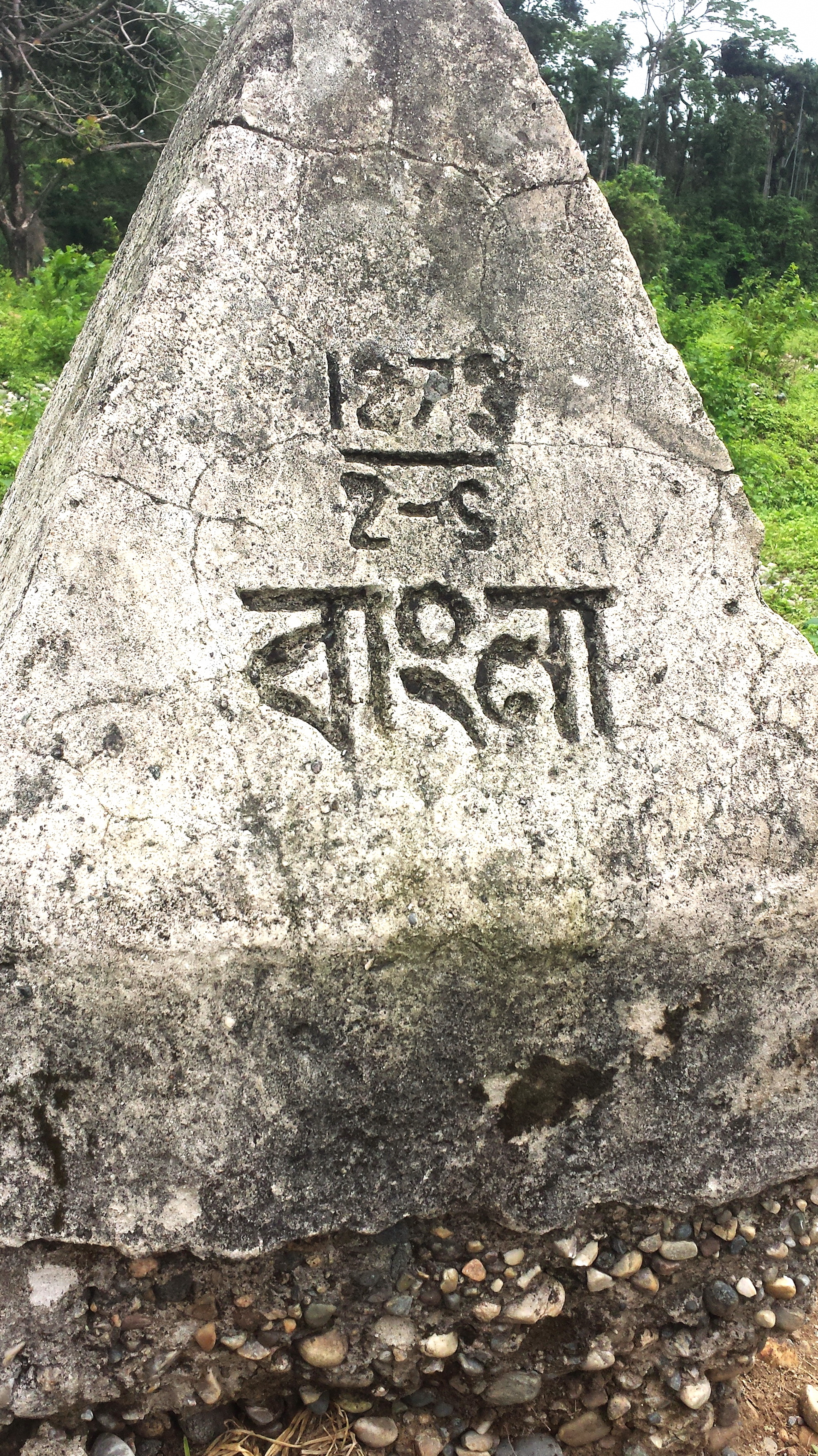
Hito Fronterizo visto en al frontera entre India y Bangladés, visto desde Bangladés

La frontera entre Bangladés y la India es el lindero internacional, conocida localmente como Internacional Border (IB), que separa a Bangladés de la India y que demarca ocho divisiones del primero y cinco estados del segundo.
Bangladés e India comparten una frontera internacional de 4.156 km, la quinta frontera terrestre más larga del mundo, que incluye 262 km en Assam, 856 km en Tripura, 180 km en Mizoram, 443 km en Meghalaya, y 2.217 km en Bengala Occidental. Las divisiones bangladesíes de Mymensingh, Khulna, Rajshahi, Rangpur, Sylhet y Chittagong están situadas a lo largo de la frontera. Una serie de pilares marcan el límite entre los dos estados. Pequeñas porciones demarcadas de la frontera están valladas en ambos lados. El «Acuerdo de Límites Terrestres» para simplificar la frontera fue ratificado por India y Bangladés el 7 de mayo de 2015.

## Historia
La frontera se creó el 17 de agosto de 1947 cuando la Comisión Fronteriza presidida por Sir Cyril Radcliffe se encargó de demarcar los territorios de la India y Pakistán tras la partición de la India. Como resultado de ello apareció la línea Radcliffe, que en un principio sirvió como una manera de dividir equitativamente 450,000 km² de territorio con 88 millones de habitantes.

## Conflictos
La frontera se utiliza a menudo como una ruta para el contrabando de ganado, alimentos, medicinas y drogas desde la India hasta Bangladés. Además, los inmigrantes ilegales de Bangladés cruzan la frontera hacia la India. Debido a la gran cantidad de inmigrantes ilegales, las patrullas fronterizas indias han aplicado una polémica política de disparar a la vista. Esta política se inició por los informes de violencia entre los inmigrantes ilegales y los soldados indios. La frontera también ha sido testigo de escaramuzas ocasionales entre la Fuerza de Seguridad Fronteriza de India (BSF) y la Guardia de Fronteras de Bangladés, especialmente en 2001.
En julio de 2009, Channel 4 News informó que cientos de bangladesíes fueron asesinados por el BSF a lo largo de la barrera indo-bangladesí. El BSF afirma que el objetivo principal de la barrera es controlar la inmigración ilegal y prevenir el terrorismo transfronterizo. En 2010, Human Rights Watch (HRW) emitió un informe de 81 páginas que planteó abusos incontables del BSF. El informe fue compilado de las entrevistas tomadas a las víctimas, testigos, miembros del BSF y su contraparte de Bangladés. El informe indica que más de 1000 ciudadanos bangladesíes fueron asesinados durante la primera década del siglo XXI. Según HRW, BSF no solo disparó a inmigrantes ilegales o contrabandistas, sino incluso a inocentes que fueron vistos cerca, a veces incluso personas que trabajan en campos de cultivo cerca de la frontera.

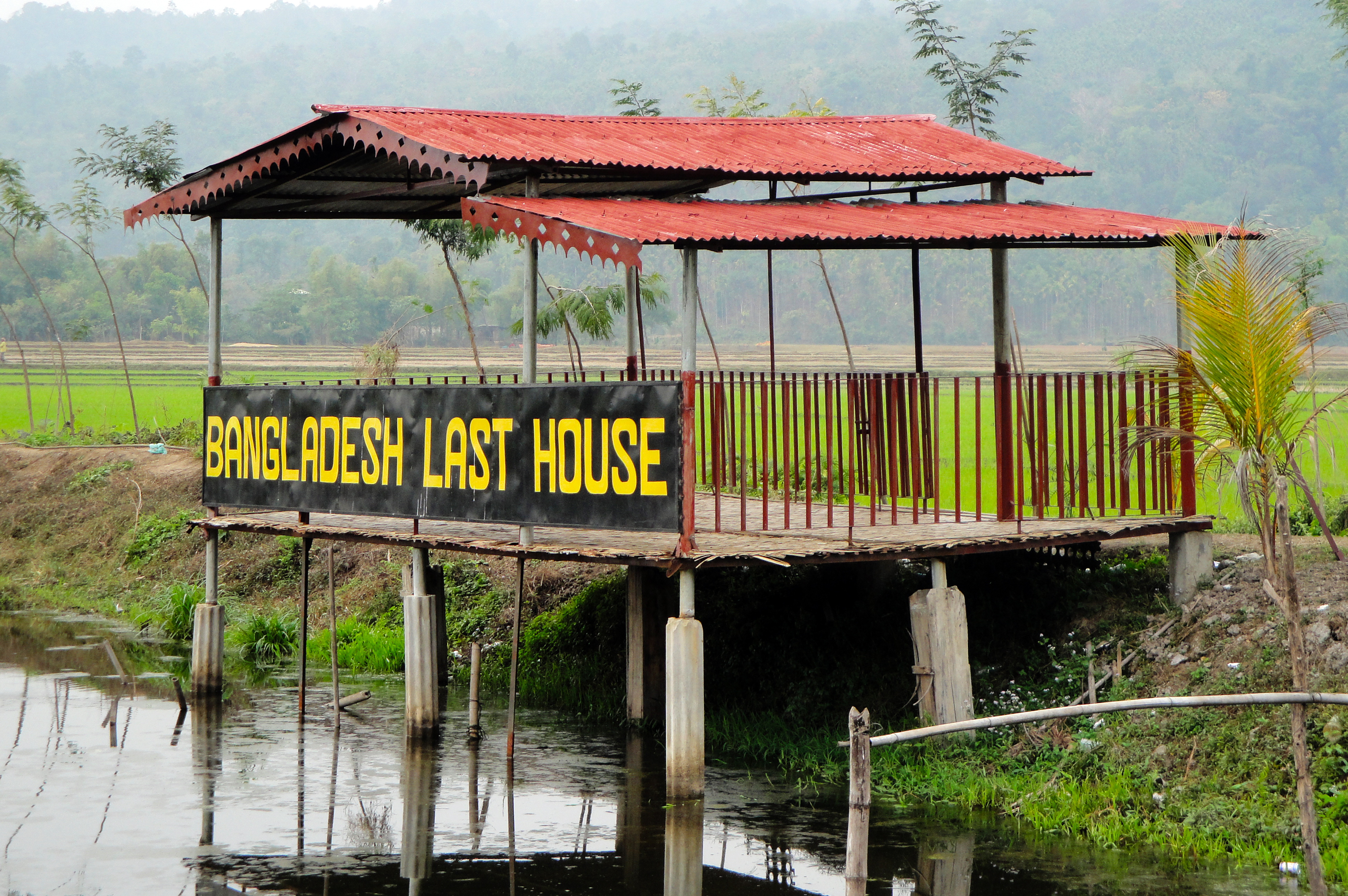
«Bangladesh Last House», en la frontera indo-bangladesí en Jointa Hill Resort, Tamabil, Sylhet.

El BSF a menudo ha sido acusado por el gobierno de Bangladés de incursiones en el territorio su país y de realizar disparos indiscriminados de civiles a lo largo de la frontera. Esto en represalia a la inmigración ilegal masiva de Bangladés hacia la India, por lo se está construyendo una barrera. En una conferencia de prensa en agosto de 2008, funcionarios indios de BSF admitieron que mataron a 59 ilegales (34 bangladesíes, 21 indios, restos no identificados) que intentaban cruzar la frontera durante los seis meses anteriores. Medios de comunicación de Bangladés acusaron a la BSF de secuestrar a 5 niños de Bangladés, de entre 8 y 15 años, de la upazila de Haripur en el distrito bangladesí de Thakurgaon en 2010. Los niños estaban desplegando redes de pesca cerca de la frontera. En 2010, Human Rights Watch acusó a la Fuerza de Seguridad Fronteriza por homicidios indiscriminados. Las fuerzas de BSF mataron y colgaron el cadáver sobre la valla, el de la Sra. Felani (una niña bangladesí de 15 años), el 7 de enero de 2011.
Se han celebrado muchas conferencias entre la India y Bangladés para debatir cuestiones tales como el contrabando y el allanamiento de morada, la cría de ganado, el tráfico de drogas y armas. El coronel Muhammad Shahid Sarwar de BGB entregó a la Fuerza de Seguridad Fronteriza una lista de malhechores que tuvo lugar en India, y el BSF también entregó una lista similar al BGB.

## Enclaves y fronteras no demarcadas

Mapa del «Acuerdo de Límites Terrestres».

Los enclaves o chitmahals (en bengalí: ছিটমহল) en la frontera de India y Bangladés en el estado indio de Bengala Occidental eran un problema de larga data entre los países. Los enclaves fueron supuestamente parte de un juego de cartas o de ajedrez hace siglos entre dos reyes regionales, el rajá de Koch Bihar y el maharaja de Rangpur, y dio como resultado un confuso tratado entre el Principado de Koch Bihar y el Imperio mogol. Después de la partición de la India en 1947, el distrito de Koch Bihar se fusionó con la India y Rangpur se anexó al entonces Pakistán Oriental, que se convirtió en Bangladés en 1971.
Los primeros ministros de India y Bangladés firmaron un «Acuerdo de Límites Terrestres» en 1974 para intercambiar todos los enclaves y simplificar la frontera internacional. En 1974, Bangladés aprobó el Acuerdo de Límites Terrestres, pero la India no lo ratificó. En 2011, los dos países nuevamente acordaron intercambiar enclaves y posesiones adversas. Los dos países finalmente adoptaron una versión del acuerdo cuando el Parlamento de la India aprobó la 119ª Enmienda a la Constitución india el 7 de mayo de 2015.
Dentro del territorio de Bangladés, había 111 enclaves indios (17,160.63 acres), mientras que en el territorio de la India, había 51 enclaves de Bangladés (7,110.02 acres). Con respecto a las posesiones adversas, India recibió 2,777.038 acres de tierra y transfirió 2,267.682 acres a Bangladés. Según el acuerdo, los residentes del enclave podrían continuar residiendo en su ubicación actual o mudarse al país de su elección. La posesión adversa de Boraibari pasó a Bangladés. Las fronteras no marcadas entre las naciones también se resolvieron finalmente con respecto a Daikhata-Dumabari, Muhurichar (una isla en el río Muhuri), y Pyrdiwah.

## Barrera indo-bangladesí

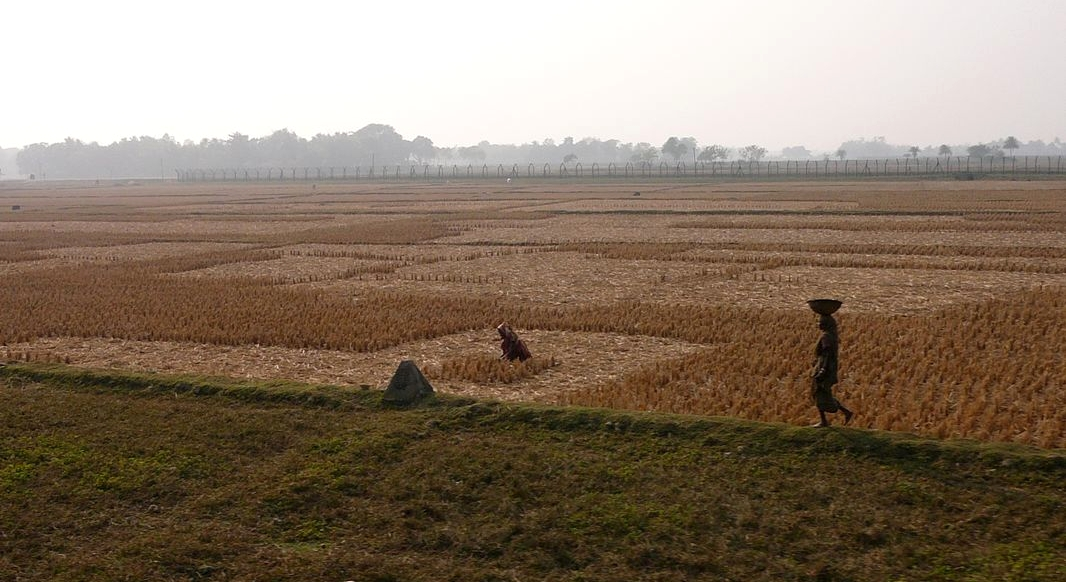
La valla fronteriza cerca de la estación de Hili, en el oeste de Bangladés.

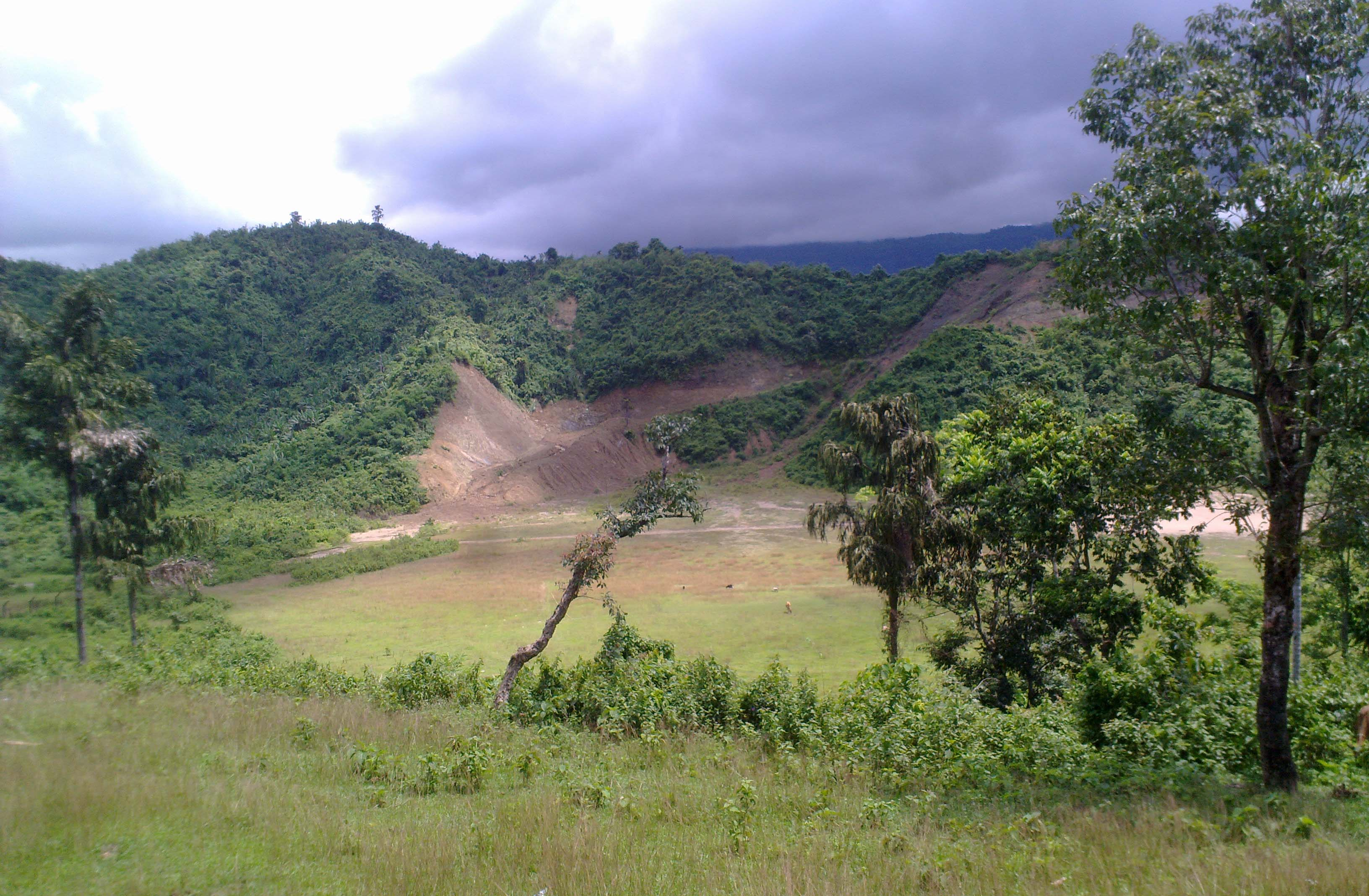
Panorama de la frontera.

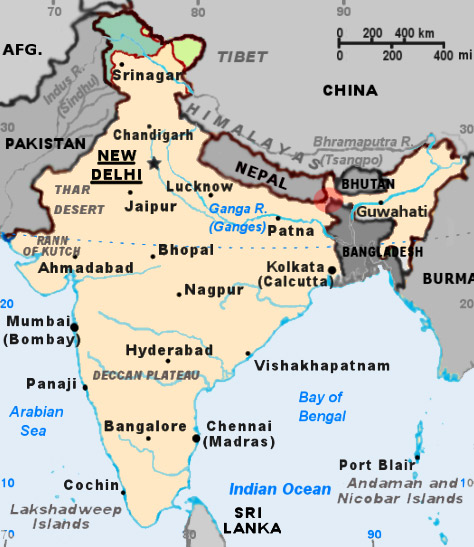
Corredor de Siliguri.

La barrera indo-bangladesí está siendo construida por la India para sellar su frontera con Bangladés. Una vez terminada estará formada por vallas de alambre de 3 metros de alto y correrá a lo largo de los 3.286 kilómetros que forman la frontera. El propósito de la barrera es detener la inmigración ilegal, el contrabando y el paso de supuestos terroristas.
El proyecto ha sufrido varias demoras y aún no hay una fecha clara para completar el proyecto. La barrera cuando esté completa será patrullada por la Fuerza de Seguridad Fronteriza. La cerca también será electrificada en algunos tramos. El BSF afirma que el objetivo principal de la barrera es evitar el contrabando de narcóticos.
De esto, 500 kilómetros de cercado se completaron a un costo de ₹ 28,81 mil millones (US $ 420 millones) en noviembre de 2007. La fecha límite para la finalización del proyecto se estableció en 2008-09. En octubre de 2009, se completaron cerca de 2649 kilómetros de cercas junto con aproximadamente 3326 kilómetros de caminos fronterizos. La fecha límite para completar el proyecto se revisó hasta marzo de 2010. Para marzo de 2011, se completaron 2735 kilómetros de cercado y el plazo se revisó hasta marzo de 2012.
Assam comparte 263 km de frontera con Bangladés, de los cuales 143,9 km son terrestres y 119,1 km son fluviales. A partir de noviembre de 2011, se completaron 221.56 km de cercas. India ha completado la instalación de luces de inundación para 277 kilómetros en el sector de Bengala Occidental . [28] A veces, entre 2001 y 2006, las tropas de seguridad fronterizas de Bangladés (BDR) se enfrentaron con la Fuerza de Seguridad Fronteriza de la India cuando la valla se construyó más allá de la tierra de nadie.
El muro ha ocasionado enfrentamientos con el gobierno de Bangladés, pues éste considera que se está construyendo a menos de 150 metros de la frontera, lo cual estaría prohibido por los tratados de paz de 1974 entre esas naciones. El hecho de que el muro se esté construyendo tan retirado de la frontera ha ocasionado el aislamiento de ciudadanos indios del resto de la India, ya que han quedado entre la frontera y la barrera.
Se piensa que una de las razones del muro es para apaciguar a los separatistas de Assam, quienes repetidamente han atacado a inmigrantes ilegales bangladesíes.